# Teilbestattung
Unter einer Teilbestattung versteht man verschiedene Formen der Körperbestattung, bei denen der Leichnam eines Menschen oder Tieres nicht als vollständiger Körper (d. h. „in einem Stück“) bestattet wird.

## Teilbestattung von Menschen
Nahezu jede denkbar mögliche Behandlung von Leichnamen ist von Ethnologen, Historikern und Archäologen beschrieben worden. Häufige Formen einer Teilbestattung sind:
- Getrennte Bestattung
  - Herzbestattung
  - Kopfbestattung
  - Mos teutonicus
- Sekundärbestattung

Teilbestattungen können aus unterschiedlichsten religiösen oder praktischen Motiven vorgenommen werden, unter anderem ist eine Teilbestattung in der Bibel erwähnt. In 1 Sam 31,1  wird die Verbrennung der Körper König Sauls und seiner Söhne geschildert, während die Gebeine unter der Tamariske von Jabesch beerdigt wurden.

## Teilbestattung von Tieren
Teilbestattungen von Tieren reichen zurück bis ins Alte Ägypten, wo Tiermumien als Opfergaben gereicht wurden. Händler boten zu diesem Zweck vorgefertigte Mumien feil, die oft jedoch nur einen einzigen Knochen des betreffenden Tieres enthielten. Inzwischen gehen Forscher davon aus, dass es sich hierbei nicht um Betrug handelte, da die Ägypter glaubten, auch ein einzelnes Teil könne stellvertretend für das Ganze stehen.
In Ungarn wurden früher Teilbestattungen von Pferden vorgenommen. Dabei wurde neben dem toten Reiter nicht das ganze Pferd, sondern nur dessen Kopf und Schienbein (beides in der abgezogenen Haut) beerdigt.

## Trivia
- Auch bei einer postmortalen Organspende kommt es zu einer Teilbestattung, da der Körper des Spenders ohne die gespendeten Organe beerdigt wird.
- In dem kanadischen Film Fido – Gute Tote sind schwer zu finden wird die Teilbestattung in Form der Kopfbestattung praktiziert. Dies stellt dort die einzige Möglichkeit dar zu verhindern, dass die Toten zu Zombies werden.